# قباسين
قرية العجيل من أهم القرى التابعة لقباسين
قباسين مدينة سوريّة تتبع إداريّاً لمحافظة حلب تقع شمال مدينة الباب، بلغ تعداد سكانها 11,382 نسمة حسب التعداد السكاني لعام 2004.
1. ↑  GeoNames (بالإنجليزية), 2005, QID:Q830106
2. ↑  Humanitarian Respons: Syria population, 2004 officical census.. Retrieved 6 May 2013